# دوست محمد بيك (درونغر)
دوست محمد بيك (بالفارسية: دوست‌محمدبیک) هي قرية تقع في إيران في قسم درونغر الريفي. يقدر عدد سكانها بـ 185 نسمة بحسب إحصاء 2016.